# Sophie Elisabeth von Anhalt-Dessau

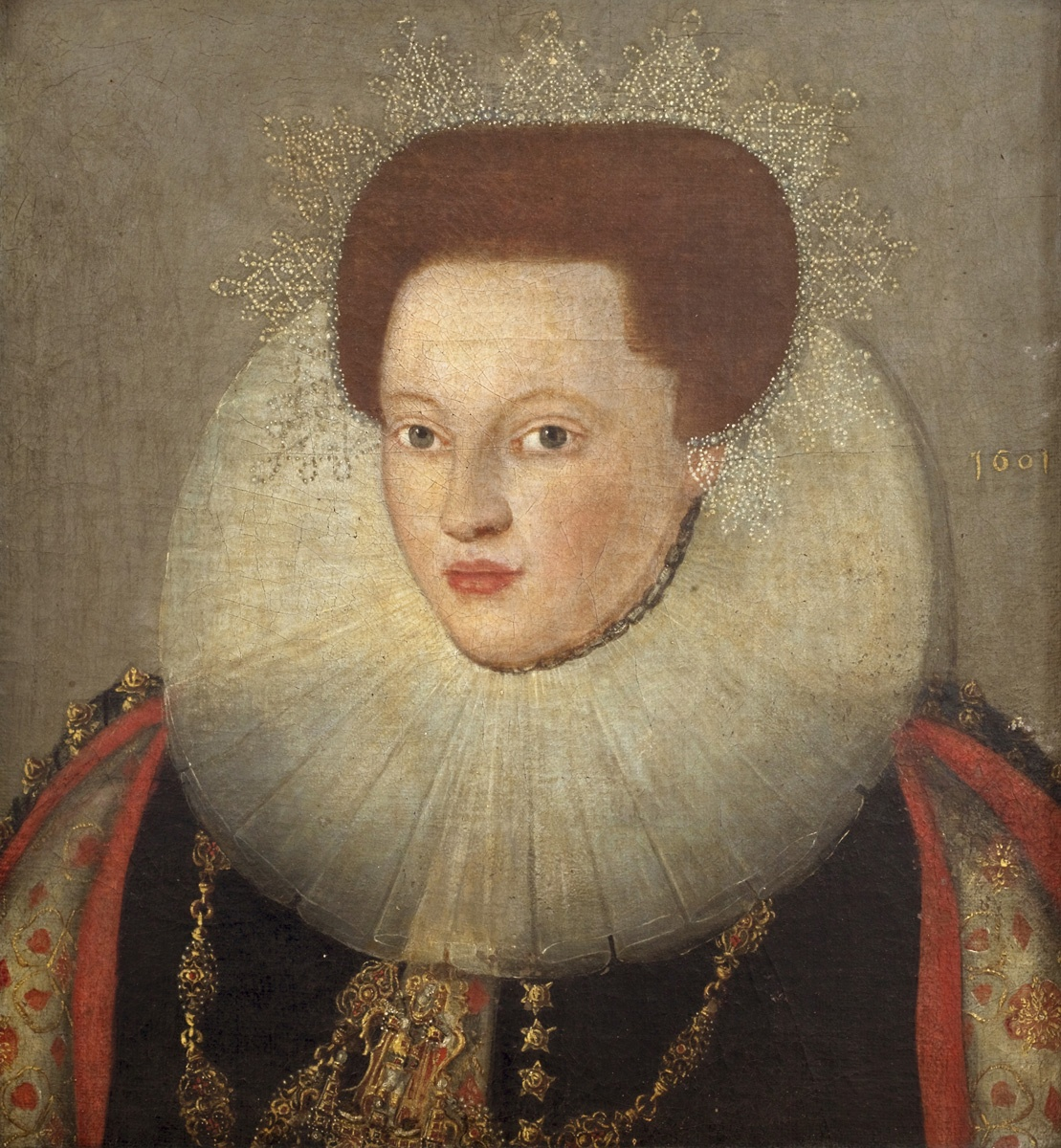
Prinzessin Sophie Elisabeth von Anhalt-Dessau (1589–1622)

Sophie Elisabeth von Anhalt-Dessau (* 10. Februar 1589 in Dessau; † 9. Februar 1622 in Liegnitz) war eine Prinzessin von Anhalt-Dessau, letzte Äbtissin des Damenstifts Gernrode und durch Heirat Herzogin von Liegnitz.

## Leben
Sophie Elisabeth war die älteste Tochter des Fürsten Johann Georg I. von Anhalt-Dessau (1567–1618) aus dessen erster Ehe mit Dorothea (1561–1594), Tochter des Grafen Johann Albrecht VI. von Mansfeld in Arnstein.
Wie ihre letzten fünf Vorgängerinnen wurde sie als anhaltinische Prinzessin schon im Kindesalter zur Äbtissin des Stifts Gernrode ernannt und legte das Amt bei ihrer Hochzeit nieder. Mit ihrem Ausscheiden wurde das Stift dem Fürstentum Anhalt einverleibt.
Sie heiratete am 4. November 1614 in Dessau ihren Cousin Herzog Georg Rudolf von Liegnitz (1595–1653). Von den feierlichen Aufzügen der prachtvoll gefeierten Hochzeit wurde eigens ein Buch verfasst. Durch die Verbindung mit der musisch tätigen Prinzessin wurde die Bibliothek des Herzogs um zahlreiche Bände französischer und italienischer Werke bereichert. Der Schriftsteller Martin Opitz verfasste einige Gedichte auf die Herzogin. Sophie Elisabeth, die als gelehrt und tugendsam beschrieben wurde, hatte erheblichen religiösen Einfluss auf ihren Mann, der auf Betreiben seiner Ehefrau zum reformierten Glauben konvertierte. Sophie Elisabeth starb, ohne Kinder zu hinterlassen.